# تانیشتا چاتراجی
تانیشتا چاتراجی (به انگلیسی: Tannishtha Chatterjee) (زادهٔ ۲۳ نوامبر ۱۹۸۰) بازیگر هندی است.
از فیلم‌های معروف او می‌توان به بازی در فیلم‌های آنا کارنینا اشاره کرد.

## فیلم‌شناسی
فهرست برخی از فیلم‌هایی که تانیشتا چاتراجی در آنها به ایفای نقش پرداخته‌است:
- آنا کارنینا
- شیر
- من سال نو را دوست دارم
- باند گلاب
- سایه‌های زمان
- الهه‌های عصبانی هند
- جاده
- بوپال: دعا برای باران
- پارچد
- باراه آنا
- تیراندازی در موسم بارندگی
- آن‌سوی ابرها